# 新畿內亞似鯔銀漢魚
新畿內亞似鯔銀漢魚又名新幾內亞似鯔銀漢魚，為輻鰭魚綱銀漢魚目似鯔銀漢魚科的其中一種，分布於巴布亞紐幾內亞Fly河流域，體長可達3.6公分，為熱帶淡水魚，棲息在底中層水域，生活習性不明。

## 擴展閱讀
維基物種上的相關：新畿內亞似鯔銀漢魚